# Oseti
Oseti (oset.: ирæттæ, irættæ; Irōni) su iranski narod koji žive u Sjevernoj Osetiji (Ruska Federacija) i Južnoj Osetiji, koja je de facto nezavisna država s minimalnim međunarodnim priznanjem. 
Njihov ukupan broj se procjenjuje na 710 000 stanovnika, od kojih 520 000 žive u Sjevernoj i oko 75 000 u Južnoj Osetiji. Čine etničku većinu u obje republike. U Sjevernoj Osetiji (Alaniji), Oseti čine 61% populacije, dok u Južnoj Osetiji čine 70%. Oseti govore osetskim jezikom, koji spada u istočnu grupu iranskih jezika. Oseti sami sebe nazivaju Ironi (Iranci).
Većinom su pravoslavni vjernici, a manjim brojem muslimani. Kao pismo koriste se ruskom ćirilicom. Oseti imaju bogatu folklornu tradiciju.